# Manuel Ortiz (pugile)
Manuel Ortiz (El Centro, 2 luglio 1916 – San Diego, 31 maggio 1970) è stato un pugile statunitense, campione del mondo dei pesi gallo dal 1942 al 1950, con una breve interruzione nel 1947.

## Carriera

### Dilettante
Di famiglia originaria del Messico, dimostrò il proprio talento anche da dilettante, vincendo i Golden Gloves della California del Sud e il titolo nazionale AAU del 1937 nei pesi mosca.

### Professionista
Divenne professionista nel 1938 nei pesi gallo, debuttando con una sconfitta, come accadde a pochi altri campioni, tra cui Henry Armstrong. Fu Campione del mondo dei pesi gallo nel 1942, strappando il titolo a Louis Salica che batté anche nel match di rivincita. Fece anche alcune apparizioni nei pesi piuma, conquistando il titolo della California del Sud. Nel 1944, in un match non valido per il titolo mondiale, perse solo ai punti contro l'ancora ventunenne campione del mondo Willie Pep, uno dei più forti pugili della storia del pugilato, forse il più forte tra i piuma.
Dopo ben quattordici difese, perse il titolo mondiale dei gallo nel 1947 contro Harold Dade. Dopo soli due mesi si riprese la cintura mondiale che difese vittoriosamente per altre tre volte.
Il 31 maggio 1950, a Johannesburg, di fronte a 20.000 spettatori, contrariamente a tutti i pronostici, fu costretto a cedere il titolo ai punti all'ancora ventiduenne sudafricano Vic Toweel. Questo incontro ottenne la menzione nei Ring Magazine upsets of the year per il verdetto più imprevisto del 1950.
Combatté ancora sino al 1955, per un totale di ben 130 match, risultando sconfitto prima del limite soltanto una volta, per ferita. 
La International Boxing Hall of Fame lo ha ammesso fra i più grandi pugili di ogni tempo. Nel 2002 la rivista Ring Magazine lo ha inserito al 38º posto nella propria classifica dei primi migliori 80 pugili degli ultimi 80 anni.